# سان فیبی
سان فیبی (انگلیسی: Sun Beibei؛ زادهٔ ۲۸ ژانویهٔ ۱۹۸۴) یک بازیکن تنیس روی میز اهل سنگاپور است. 
وی در مسابقات جهانی،  آسیایی و بین‌المللی در مجموع برنده ۱ مدال طلا، ۷ مدال نقره، ۲ مدال برنز شده‌است.